# Sarcophila meridionalis
Sarcophila meridionalis är en tvåvingeart som beskrevs av Boris Borisovitsch Rohdendorf och Yu. G. Verves 1985. Sarcophila meridionalis ingår i släktet Sarcophila och familjen köttflugor.
Artens utbredningsområde är Turkmenistan. Inga underarter finns listade i Catalogue of Life.